# Iglesia de Santa María la Mayor (Ayora)
La iglesia de Santa María La Mayor, también llamada ermita de San Blas en el municipio de Ayora (provincia de Valencia, España), es un edificio religioso construido en el siglo XIII de estilo gótico el cual fue ampliado en su cabecera en el siglo XV y reformado en el siglo XVIII.
Está declarada Bien de Interés Cultural desde el 28 de septiembre de 2007. Identificador del bien otorgado por el Ministerio de Cultura: RI-510012138.

## Descripción

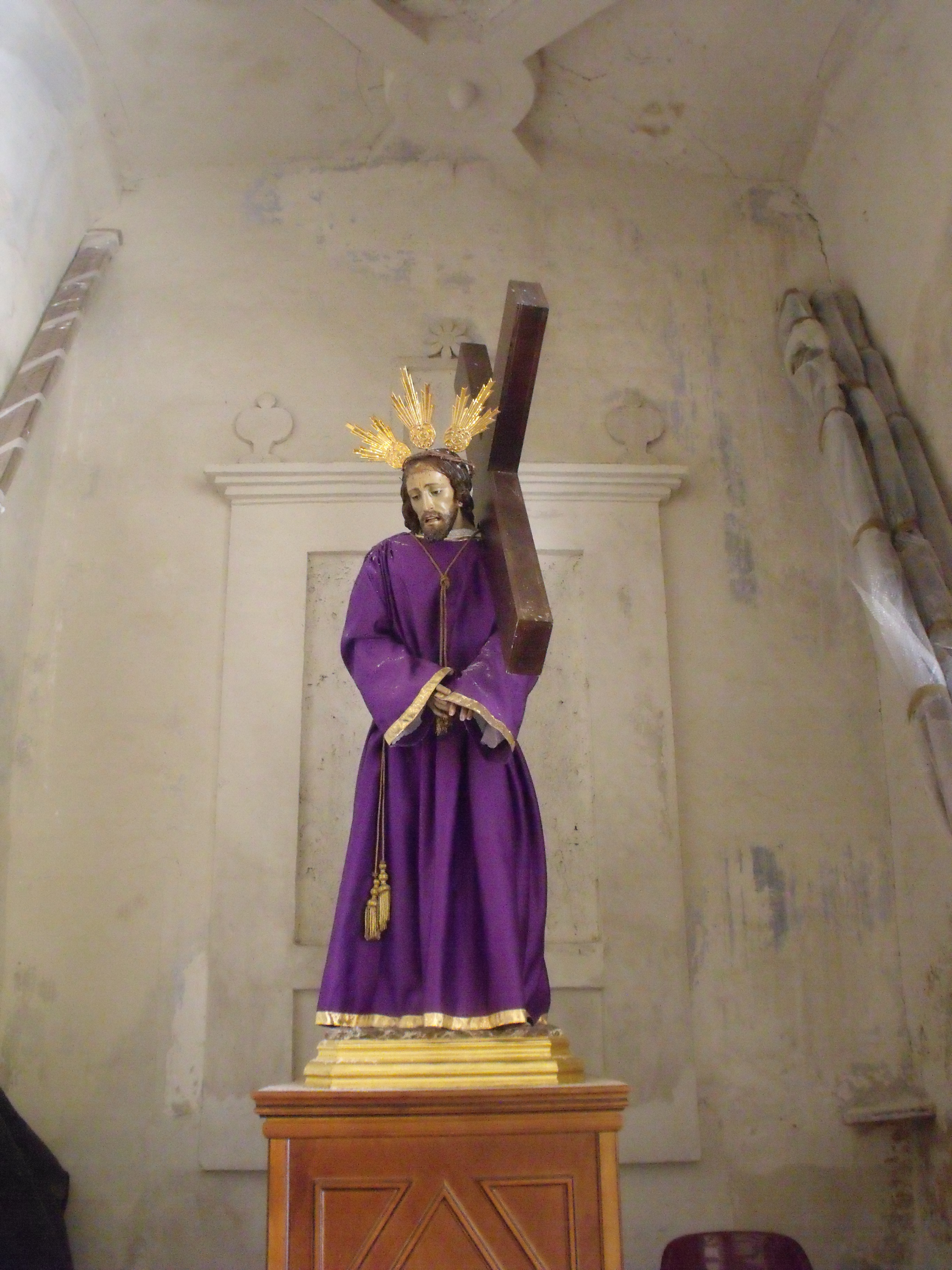
Detalle

En la parte baja del Castillo se encuentra esta antigua iglesia parroquial dedicada a Santa María la Mayor, siendo en la actualidad la Ermita de San Blas.
Se trata de una iglesia que sigue la tipología de las denominadas de reconquista, de una sola nave con techumbre de madera sobre arcos diafragma. De una sola nave presenta capillas entre contrafuertes y un ábside trapezoidal. Está dividida en cuatro tramos más la cabecera. La separación de los tramos se realiza mediante arcos diafragma apuntados, teniendo algunos de ellos los ejes desviados como consecuencia de reformas, sobre los que se encuentra la techumbre de madera.
A las capillas laterales se accede a través de arcos de medio punto, dos de las capillas del lado de la epístola están cubiertas con bóvedas de crucería, el resto con bóvedas tabicadas. El ábside de planta trapezoidal está cubierto con bóveda de crucería, en cuya clave de madera hay una representación de la Virgen y dos ángeles que sustentan el escudo de la villa. A los lados se abren unos arcos apuntados de cantería.
Al exterior está cubierta con teja árabe a dos aguas en la nave y a tres en la cabecera. Los cuatro primeros tramos son de igual tamaño por lo que podría tratarse de una primera construcción que luego se iría ampliando levantando la última crujía y la cabecera ya en el siglo XV.
La construcción de la iglesia parroquial de la Asunción de Nuestra Señora en el siglo XVI conllevó el traslado del culto a esta en 1577, abandonándose la iglesia de Santa María la Mayor y pasando a tener diversas advocaciones hasta la actual de San Blas.
En el siglo XVIII tuvo una importante renovación, muy probablemente se construyesen los arcos de acceso a las capillas y se ampliarían las capillas del lado de la epístola.